# Ville de Cambridge
La Ville de Cambridge (Town of Cambridge en anglais) est une zone d'administration locale dans la banlieue de Perth en Australie-Occidentale en Australie à environ 5 kilomètres à l'ouest du centre-ville. Située sur la côte, elle a deux plages importantes de Perth : City Beach et Floreat Beach. 
La zone est divisée en un certain nombre de localités :
- City Beach
- Daglish
- Floreat
- Jolimont
- Mount Claremont
- Wembley
- Wembley Downs
- West Leederville

La ville a huit conseillers et est découpée en deux circonscriptions.